# تیم ملی بسکتبال قرقیزستان
تیم ملی بسکتبال قرقیزستان نماینده قرقیزستان در مسابقات بین‌المللی بسکتبال است. این تیم بالاترین سطح بسکتبال در کشور قرقیزستان نیز هست. این تیم در سال ۱۹۹۲ به فیبا پیوست.